# Heinrich Wilms
Heinrich Wilms (* 1959 in St. Ingbert; † 8. September 2010) war ein deutscher Jurist und Hochschullehrer an der Zeppelin Universität, Friedrichshafen in Baden-Württemberg.

## Leben
Heinrich Wilms studierte Rechtswissenschaften, Philosophie und Religionsgeschichte des Alten Orients an den Universitäten in Saarbrücken, Karlsruhe, Köln und Heidelberg. 1985 legte er die erste juristische Staatsprüfung in Saarbrücken und vier Jahre später die zweite juristische Staatsprüfung in Köln ab. Wilms arbeitete unter anderem als wissenschaftlicher Mitarbeiter und Assistent bei Bundesverfassungsrichter a. D. Helmut Steinberger und Martin Kriele. 1995 promovierte und habilitierte er sich an der rechtswissenschaftlichen Fakultät der Universität zu Köln. Ein Jahr später nahm Wilms einen Ruf auf die Professur für öffentliches Recht, Rechtsphilosophie, Völker- und Europarecht an die Universität Konstanz an. 2001 wurde diese Professur um die Fächer Medien-, Telekommunikationsrecht erweitert. Wilms war Studiendekan und Fachbereichssprecher des juristischen Fachbereichs an der Universität Konstanz.
Vom 1. April 2005 bis zu seinem Tod hatte er als Hochschullehrer den Lehrstuhl für Öffentliches Recht, Rechtsphilosophie und Medienrecht an der privaten Zeppelin Universität inne. Zugleich war er Mitbegründer und Partner der Rechtsanwaltskanzlei Wilms & Schaub.
Er war Herausgeber und Autor zahlreicher Kommentare, Schriftenreihen, Zeitschriften und Monographien.

## Werke (Auswahl)
- Ausländische Einwirkungen auf die Entstehung des Grundgesetzes: / Dokumente. 2003
- Staatsrecht I. Staatsorganisationsrecht unter Berücksichtigung der Föderalismusreform. Kohlhammer, Stuttgart 2007, ISBN 978-3-17-018394-0
- ErbStG mit Nebenbestimmungen, Kommentar (gemeinschaftlich hrsg. mit Georg Jochum), Loseblattsammlung, Stand: 26. Ergänzungslieferung 2006, Bonn
- Telekommunikationsgesetz. Kommentar und Vorschriftensammlung (gemeinschaftlich hrsg. mit Johannes Masing und Georg Jochum), Kohlhammer, Stuttgart; Loseblatt-Ausgabe
- Die religionsphilosophischen Grundlagen der Glaubensgemeinschaft der Rosenkreuzer und ihr verfassungsrechtlicher Schutz. Kohlhammer, Stuttgart 2000, ISBN 3-17-016791-X
- Vollständige Publikationsliste (PDF; 38 kB)